# Rolf Wuthmann
Rolf Wuthmann (26 août 1893 à Cassel — 20 octobre 1977 à Minden) est un General der Artillerie allemand au sein de la Heer dans la Wehrmacht pendant la Seconde Guerre mondiale.
Il a été récipiendaire de la croix de chevalier de la croix de fer. Cette décoration est attribuée en reconnaissance d'un acte d'une extrême bravoure ou d'un succès de commandement important du point de vue militaire.

## Biographie
Wuthmann s'engage le 9 avril 1912 en tant que porte-drapeau dans le 40e régiment d'artillerie de campagne (de) de l'armée prussienne et est promu lieutenant le 10 novembre 1913. Lorsque la Première Guerre mondiale éclate, le régiment est engagé sur le front occidental dans le cadre de la 7e brigade d'artillerie de campagne (de).
Rolf Wuthmann est capturé par les forces soviétiques le 9 mai 1945 lors de l'invasion de l'île de Bornholm (Danemark), où il était le commandant en chef de la garnison allemande depuis le 8 mai, ayant été rapatrié de la poche du Samland. Il reste en captivité jusqu'en 1955.

## Décorations
- Croix de fer (1914)
  - 2e classe
  - 1re classe
- Insigne des blessés (1914)
  - en noir
- Croix d'honneur
- Agrafe de la croix de fer (1939)
  - 2e classe
  - 1re classe
- Médaille du front de l'Est
- Croix allemande en or (26 janvier 1942)
- Croix de chevalier de la croix de fer
  - Croix de chevalier le 22 août 1944 en tant que General der Artillerie et commandant du 9e corps d'armée[1]